# Perseverança dos santos
Perseverança (ou preservação) dos santos é uma doutrina do calvinismo, também conhecida como "eterna segurança". A doutrina afirma que, uma vez que Deus é soberano e Sua vontade não pode ser frustrada por seres humanos ou de qualquer outra maneira, aqueles a quem Deus tenha posto em comunhão com Ele continuarão na fé até o fim. Aqueles que aparentemente caírem estarão em uma das duas hipóteses: ou nunca tiveram a fé verdadeira, ou irão certamente retornar à comunhão com Deus em algum momento adequado.
É um dos Cinco pontos do calvinismo.